# Marantz

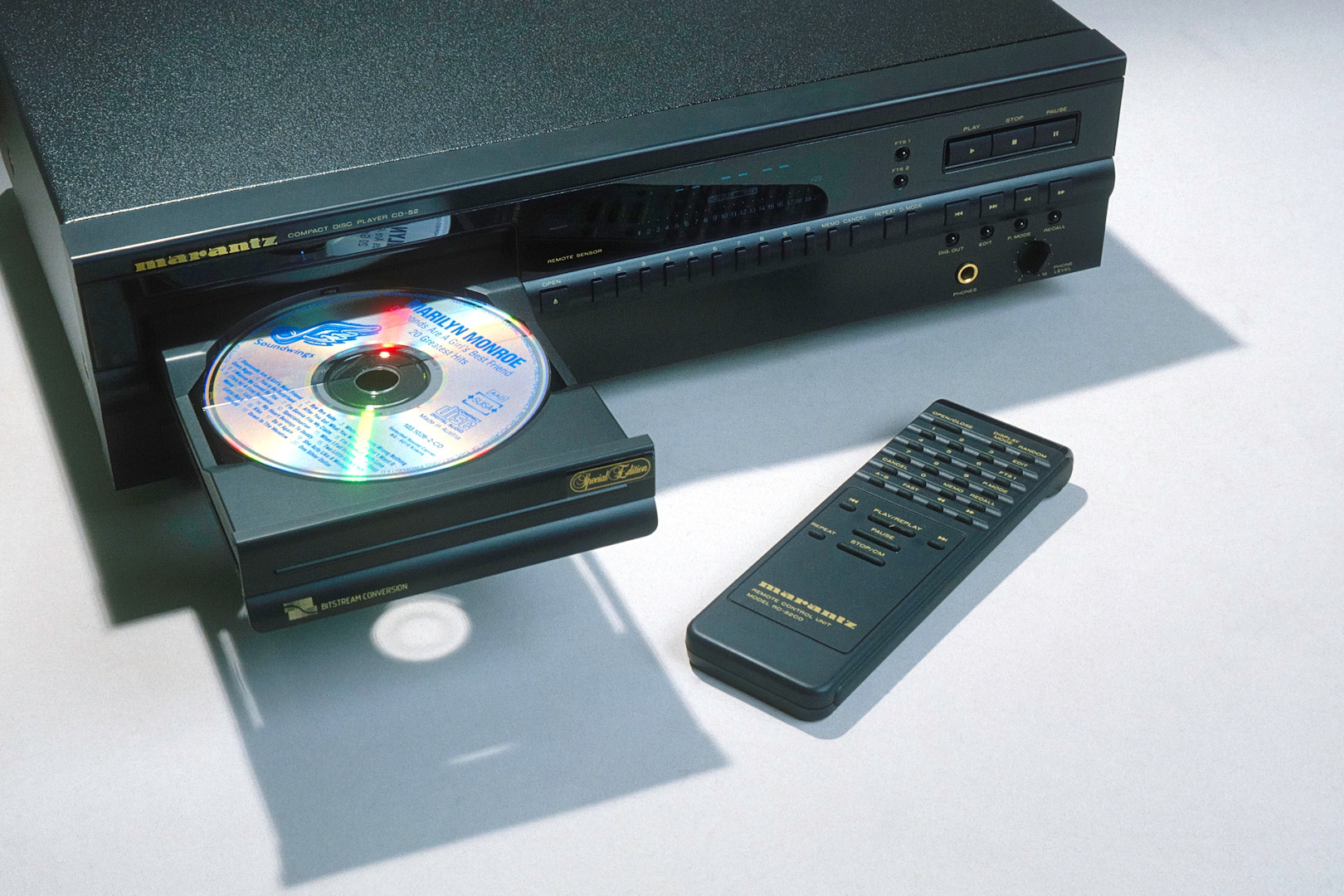
CD-програвач від Marantz.

Marantz — японська компанія, що виробляє і продає аудіообладнання для професійного та побутового застосування від класу «вище середнього» до класу Hi-End.
Перша аудіо продукція під брендом «Marantz» була сконструйована і вироблена Солом Маранц (англ. Saul B. Marantz) у його власному будинку в К'ю-Ґарденз (англ. Kew Gardens, Квінз), що в штаті Нью-Йорк.

## Історія
Історія компанії починається в 1948 році, коли у любителя музики Сола Бернарда Маранца, як і у багатьох людей того часу, виник інтерес до якісного звуковідтворення. Причиною цього став випуск моно довгограючих записів (LP) — це зробила компанія, CBS (Columbia Broadcasting System). Однак звучання було не найкращим і Маранц взявся за створення підсилювача: відчуваючи проблеми з обладнанням, він довгі 4 роки працював над ним і в підсумку домігся свого. Свою розробку, яка оброблює помилкові характеристики запису, Сол назвав «Audio Consolette»: перші створені 100 наборів були розкуплені швидко, і протягом того ж 1952 року попит зріс до 400 моделей.
Випустивши цей підсилювач, Сол практично завоював повагу меломанів: визнання підштовхнуло його до офіційного заснування компанії Marantz в 1953-му році. І відразу ж почалися комерційні продажі Model 1 Mono Preamplifier — підсилювача, створеного на базі Audio Consolette. Тоді його продавали за 168 $, але сьогодні колекціонери готові заплатити за цю техніку суму, в рази більшу — вона давно вже стала справжньою класикою.
У 1956-му виходить Model 2 Power Amplifier: підсилювач потужності, що має два режими роботи. Його вихідна потужність могла бути як 25, так і 40 Ват — це техніка, що задала стандарт Hi-Fi апаратури 1950-х років.
Через рік, в 1957-му, була представлена наступна розробка серії — Model 3 Mono Two-way Channel Divider — пристрій, який ділить сигнал на 2 моноканали. Після цього виходить блок живлення Model 4, а слідом за ним підсилювач потужності Model 5. Від свого відомого попередника він відрізняється більш доступною вартістю. З народженням стерео виникла необхідність в появі адаптерів, тому Сол Маранц випускає Model 6. І в тому ж 1957 вийшов один з найвідоміших продуктів компанії — підсилювач стерео Model 7c Stereo Preamplifier. Відтоді звучання Hi-Fi апаратури стало дійсно високим і увага стала приділятися її естетичному вигляду. Компанія Marantz працювала над цим, і в 1967 році була випущена модель 7T — перший підсилювач цього виробника, орієнтований на використання в домашніх умовах.
Цьому передувало ще безліч подій: так, в 1962-му в продаж надходить 30-ватний стереопідсилювач потужності, названий в дусі всієї серії — Model 8.
Через рік, в 1963-му, виходить монопідсилювач потужності на 70 Ватт, Model 9 і радіоприймач з FM-тюнером Model 10.
Виробництво останньої моделі призвело до високих витрат, після труднощів з фінансуванням що настали після них, в підсумку Солу Маранц довелося продати своє дітище.

## Marantz і Superscope Inc
В 1964 році Джозеф Тушинськи (англ. Joseph Tushinsky) купує компанію Marantz і відразу ж бере курс на розширення виробництва: передбачалося, що компанія почне виготовляти звукову апаратуру більш широкої спрямованості.
Тому, вже в 1966-му, разом зі Standard Radio компанія випускає на японському ринку Model 25, а трохи пізніше більш доступні її варіанти Model 22 і 28.
Поступово виробництво переїжджає з США до Японії, а Superscope викуповує контрольний пакет акцій Standard Radio. Все це призводить до того, що в 1975-му назву останньої змінюється на Marantz Japan Inc.
Компанія продовжує виробляти високоякісну mid-range Hi-Fi і Hi-End апаратуру, але і конкуренція на світових ринках збільшується. В результаті всі свої активи (крім американських і канадських), права на торговельну марку Marantz і всі представництва компанії були продані концерну Philips. А до 1992 року нідерландський гігант придбав і дилерську мережу в США і Канаді.

## Період Philips в історії Marantz
Відразу почався перехід до технологій цифрового звукозапису — чистий аналог пішов у минуле. У першу чергу стали просуватися CD-програвачі Marantz, наприклад, CD-63, випуск якого відбувся в 1982 році.
А в 1985-му виходить цифровий підсилювач потужності DPM-7, в 1991-му світ побачив CD рекордер CDR1 — високі технології повернулися, а Marantz поступово відновлює втрачені позиції.
В 1997-му році у віці 86 років помер засновник компанії Сол Маранц.
А в 2001-му Marantz Japan Inc придбала всі права на торговельну марку, викуповує всі закордонні філії, що займаються продажем, і період Philips добігає кінця.

## D&M Holdings
Вже через рік, в 2002-му році, Denon і Marantz об'єдналися в D&M Holdings — це стає початком нової віхи в історії розвитку компанії. Тим більше, що в 2008 році Philips продає акції, що залишилися, які тепер повністю належать D&M Holdings — на цьому 28 років партнерства Philips і Marantz закінчуються.
Сьогодні Marantz виробляє Hi-Fi апаратуру в трьох серіях: Range Series, що відрізняється багатофункціональністю і гнучкістю можливостей, Style Series, що характеризується елегантністю дизайну і простотою, і Premium Series, класу Hi-End. Успіху багатьох своїх розробок компанія Marantz значною мірою зобов'язана талановитому розробнику Кену Ішівата (Ken Ishiwata) — він один з тих, хто задає сучасні стандарти Hi-Fi техніки.